# آنتون آپاتین
آنتون آپاتین (روسی: Антон Олегович Апатин؛ زادهٔ ۶ سپتامبر ۱۹۸۶) بازیکن فوتبال اهل روسیه است. 